# 熙平
熙平（516年正月—518年二月）是北魏的君主孝明帝元詡的第一个年号，共计2年餘。

## 纪年
| 熙平 | 元年  | 二年  | 三年  |
| ---- | ----- | ----- | ----- |
| 公元 | 516年 | 517年 | 518年 |
| 干支 | 丙申  | 丁酉  | 戊戌  |

## 參看
- 中国年号索引
- 同期存在的其他政权年号
  - 天監（502年四月—519年十二月）：南朝梁梁武帝萧衍的年号
  - 建昌（508年-520年）：柔然政权豆罗伏跋豆伐可汗丑奴年号
  - 義熙：高昌政权麴嘉年号